# Awifauna
Awifauna (ornitofauna) – ogół gatunków ptaków zamieszkujących określony obszar geograficzny, rodzaj środowiska (biotop) lub żyjących w określonym okresie geologicznym. Opisem awifauny zajmuje się dział
ornitologii nazywany awifaunistyką.